# Cabonnichthys
Cabonnichthys is een geslacht van uitgestorven kwastvinnige vissen behorend tot de Osteolepiformes uit het Laat-Devoon van Australië.

## Fossiele vondsten
Cabonnichthys is alleen bekend uit de Mandagery-formatie bij Canowindra in de Australische deelstaat New South Wales. In deze afzettingen zijn ruim tien fossielen van dit dier gevonden. Tijdens het Laat-Frasnien was de regio van Canowindra een draslandgebied. De soort Cabonnichthys burnsi werd in 1997 beschreven. De geslachtsnaam van deze kwastvinnige verwijst naar Cabonne Shire Council, het bestuurlijke gebied waartoe Canowindra behoort.

## Kenmerken
Cabonnichthys was een zeventig centimeter grote carnivoor. Deze vis had sterke kaken met twee rijen tanden, een buitenste rij met kleine tanden en een binnenste rij met grote tanden. De rangschikking en vorm van de tanden vertoont overeenkomsten met het gebit van krokodillen.
Rijk: Animalia · Phylum/Afdeling: Chordata · Klasse: Sarcopterygii · Subklasse: Tetrapodomorpha · Superorde: Osteolepidida